# Das Büro (Roman)

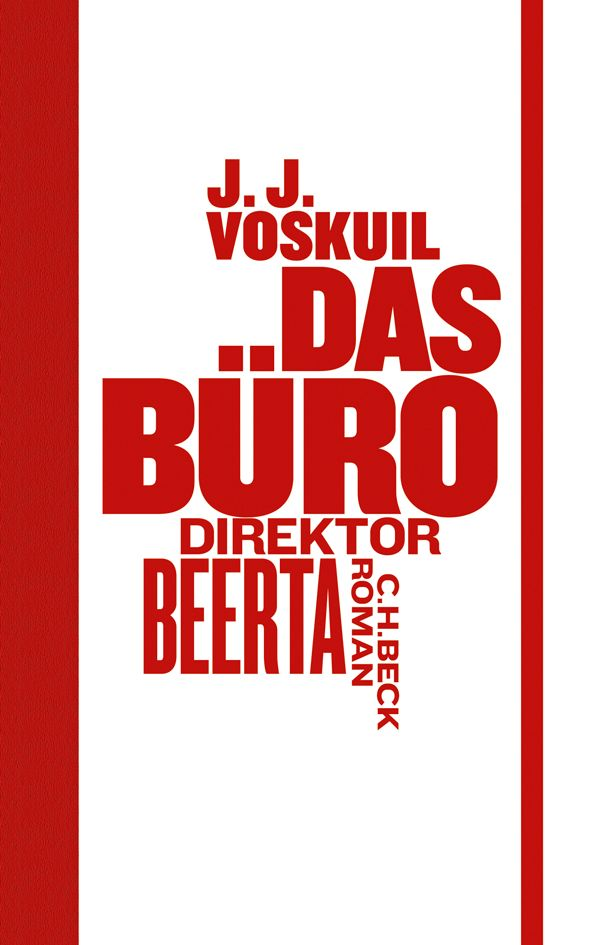
Cover der ersten deutschen Ausgabe von Band 1: Direktor Beerta

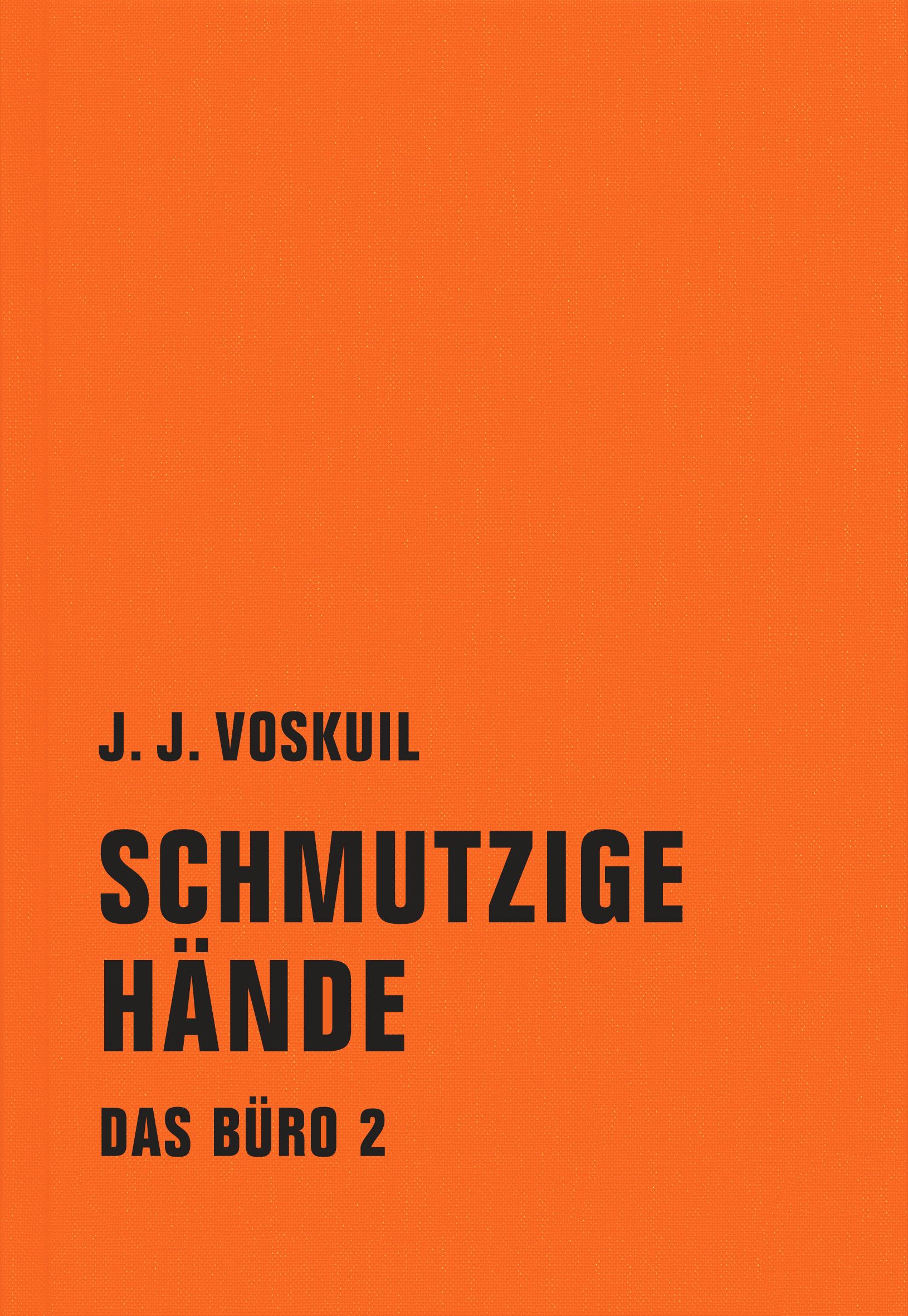
Das Büro Band 2: Schmutzige Hände

Das Büro (Originaltitel: Het Bureau) ist der deutsche Titel eines Romanzyklus des Niederländers J. J. Voskuil.

## Überblick
Der Roman besteht aus sieben Bänden. 2012 erschien der erste Band unter dem Titel Direktor Beerta im Verlag C.H. Beck und von 2014 bis 2017 sämtliche Bände im Verbrecher Verlag, alle übersetzt von Gerd Busse:
- Meneer Beerta (1996; dt.: Direktor Beerta, 2012, Neuveröffentlichung im Verbrecher Verlag 2016)
- Vuile Handen (1996; dt.: Schmutzige Hände, 2014)
- Plankton (1997; dt.: Plankton, 2015)
- Het A.P. Beerta Instituut (1998; dt.: Das A.P. Beerta-Institut, 2015)
- En ook weemoedigheid (1998; dt.: Und auch Wehmütigkeit, 2016)
- Afgang (2000, dt.: Abgang, 2017)
- De dood van Maarten Koning (2000, dt.: Der Tod des Maarten Koning, 2017)

## Inhalt

### Band 1: Direktor Beerta
Maarten Koning nimmt aus Geldnot eines Tages 1957 eine Stelle als wissenschaftlicher Beamter in einem volkskundlichen Forschungsinstitut an, das ihn bis zu seinem Tod nicht mehr aus seinen Fängen entlassen wird. Er hat Niederlandistik studiert und zunächst als Lehrer gearbeitet. Eigentlich will er nur zu Hause mit seiner Frau, die von seiner nun täglichen Abwesenheit alles andere als begeistert ist, eine harmonische Ehe führen. Bereits in den ersten Tagen werden die Grundelemente des Büro-Daseins abgesteckt: Maarten soll erforschen, welche Sagen es in diversen Gegenden der Niederlande über Wichtelmännchen und das Irrlicht gibt und wie man mit der Nachgeburt des Pferdes umgeht. Zu Hause ist er oft so müde und über die ihm bevorstehenden trostlosen Jahre im Büro so verzweifelt, dass er kaum mit seiner Frau spricht und stattdessen beim Einschlafen still vor sich hin weint. Nur Besuche bei den volkskundlichen Korrespondenten des Instituts auf dem Lande und die Teilnahme am Volkskundlerkongress in Deutschland bieten Abwechslung, der Maarten aber nur wenig abgewinnen kann.

## Personen
- Im Büro[1]

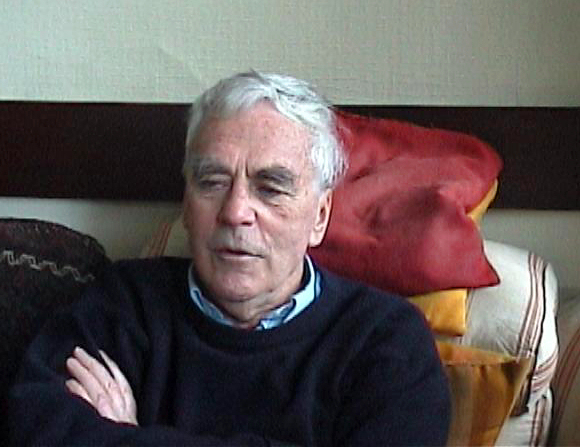
Das alter Ego von Maarten: Autor J. J. Voskuil (2001)

  - Ansing, Hendrik: Assistent von Dé Haan, früher studentische Hilfskraft, im Gespräch für eine Abteilung „Bäuerliche Sprache und Arbeiten in der Landwirtschaft“
  - Asjes, Bart: zunächst studentische Hilfskraft (Nachfolger von Hein de Boer), später wissenschaftlicher Beamter in der Abteilung von Maarten Koning
  - Balk, Jaap: Leiter der Abteilung „Volksnamen“; später Nachfolger von Direktor Beerta
  - Bavelaar, Jantje: kommt zunächst aus dem Hauptbüro als Vertretung, spätere Nachfolgerin von Teun Nijhuis für die organisatorischen Arbeiten
  - Beerta, Anton P.: Direktor, Schriftführer der Kommission
  - Boer, Hein de: studentische Hilfskraft in der Abteilung von Maarten Koning
  - Bruul, Heidi: studentische Hilfskraft in der Abteilung von Maarten Koning; befreundet mit Ad Muller
  - Bruin, Cor de: Pförtner und Hausmeister
  - Dekker: Telefonist im Hauptbüro
  - Gerbrandy: Hausmeister im Hauptbüro
  - Gruiter, Caspar Paulus de: Bibliothekar im Büro, Nachfolger von Koert Wiegel
  - Haan, Dé / Deetje: Leiterin der Abteilung „Volkssprache“, Stellvertreterin des Direktors
  - Haar, Janter: Angestellter, zuständig für den Schriftwechsel mit den Korrespondenten
  - Haar, van der: Jurist, Schriftführer des Verwaltungsrats des Hauptbüros, später dessen Direktor, Maarten Konings oberster Vorgesetzter
  - Hendrik: siehe Ansing
  - Hindriks: Vertreter von Cor de Bruin als Hausmeister
  - Ieperen, van: Zeichner im Büro
  - Koning, Maarten: wissenschaftlicher Beamter, zuständig für den Atlas der Volkskultur, Leiter der Abteilung „Volkskultur“
  - Leguyt, Lotje: Sekretärin von Jaap Balk
  - Meierink, Geert: Assistent von Jaap Balk
  - Moederman: Nachfolgerin von Teun Nijhuis für die Korrespondentenverwaltung
  - Muller, Ad: studentische Hilfskraft und Nachfolger von Annechien Rensink in der Abteilung von Maarten Koning, studiert Deutsch, befreundet mit Heidi Bruul
  - Nijhuis, Teun: Verwaltungsbeamter im Büro, zuständig für die Korrespondentenverwaltung, Personal und Organisatorisches
  - Papendal: Jurist; Nachfolger von van der Haar
  - Rensink, Annechien: studentische Hilfskraft und Nachfolgerin von Bart Asjes in der Abteilung von Maarten Koning, studiert Niederländisch, später Hendrik Ansings Frau
  - Rentjes, Koos: studentische Hilfskraft bei Jaap Balk
  - Slofstra, Douwe: als Nachfolger für Veerman zunächst zuständig für das Ausschnittarchiv, später für das Karteisystem
  - Stoutjesdijk, Kees: studentische Hilfskraft in der Abteilung von Maarten Koning, zuständig für das Gebiet Volksheilkunde, Nachfolger von Bart Asjes, studiert Medizin
  - Swenker: Buchhalter in der Verwaltung des Hauptbüros
  - Veen, Frans: im Büro angestellt als Nachfolger von Jan ter Haar
  - Veerman: zuständig für das Ausschnittarchiv
  - Veldhoven, Berthe: leitet das Volksmusikarchiv, das dem Büro und der Abteilung von Maarten Koning angegliedert wird
  - Wagenmaker: Mitarbeiterin von Fräulein Veldhoven im Volksmusikarchiv
  - Wiegel, Koert: Bibliothekar
  - Wigbold, Henk: Hausmeister, Nachfolger von de Bruin

- in der Kommission
  - Beerta, Anton P.: Schriftführer der Kommission, Direktor des Büros
  - Buitenrust Hettema, Karst: Museumsdirektor
  - Hillebrink: Professor
  - Kater, Kaatje: Vorsitzende der Kommission
  - Land, Ritsaert van der: wissenschaftlicher Beamter
  - Stelmaker: Jurist, Professor
  - Vervloet: Professor, Anthropologe

- weitere Personen
  - Elshout, Jaring: Sammler von Volksliedern
  - Fagel, Henriette: ehemalige Kommilitonin und Freundin von Maarten Koning und Klaas de Ruiter
  - Güntermann, Wolf: deutscher Volkskundler
  - Henriette: siehe Fagel
  - Kasteele, van de: Sammler von Volkserzählungen
  - Kees: Maarten Konings Bruder
  - Klaas: siehe de Ruiter
  - Koning, Klaas: Maarten Konings Vater
  - Koning, Nicolien: Maarten Konings Frau
  - Mannetje, ’t: Vorsitzender des Bauernwagenvereins
  - Meer, Doktor van: Psychiater, behandelt Frans Veen
  - Pieters, G. J. (Staaf): Professor, Stadtdirektor von Antwerpen; zusammen mit Beerta Redakteur der Zeitschrift Ons Tijdschrift, Vorsitzender der Vereinigung für Flämische Volkskultur
  - Ravelli, Karel: Anton Beertas Freund und Lebenspartner
  - Ruiter, Klaas de: Maarten Konings Freund und ehemaliger Kommilitone
  - Seiner: Professor, deutscher Volkskundler
  - Springvloed: Professor, Lehrer von Maarten Koning und verschiedenen im Büro tätigen Studenten
  - Vanhamme, Jan: flämischer Redakteur des Atlas

## Rezeption

### Niederlande
Das Original, ab 1996 in sieben Teilen mit zusammen 5200 Seiten erschienen, löste in den Niederlanden ein Lesefieber aus. Über eine halbe Million Bücher der Büro-Romanfolge kauften die Niederländer. Het Bureau wurde vom Nederlandse Programma Stichting (NPS) auch als Hörspiel in 475 Folgen gesendet und gilt als „Seifenoper für Intellektuelle“.

### Deutschland
Auch in Deutschland wurde der Roman sehr positiv aufgenommen: „Welch ein grandioses Portrait der verwaltenden Arbeitswelt. Jeder Satz ein Fest der Erkenntnis. Jeder Typus Mensch uns allen bekannt. Ein Ziegelstein voller Weisheit. Voskuil war in den Niederlanden ein Bestseller. Wünschen wir uns für Deutschland desgleichen. Ganz große Literatur.“ .
Ganz ähnlich sieht dies auch Dirk Schümer in der FAZ: „Wahre Weltliteratur jenseits des Dokumentarischen wird aus dem Büro-Zyklus wie beim lange verkannten Großironiker Kafka erst durch die sarkastische Distanz zwischen dem sinnlosen Alltagstun und einer scheinbar weiseren Philosophie, die sich freilich nie gegen den Trott durchsetzen kann. […] Der Held Voskuil hat diese Hölle durchlebt und sie uns als Literatur geschenkt. Wer wie Hunderttausende Holländer süchtig danach wird, […] muss warten, dass der lobenswerte Beck Verlag die anderen sechs Bände nachlegt. Oder es heißt: für Voskuil Niederländisch lernen, egal in welchem Büro.“